# Дженнет-Мекан
Дженне́т-Мека́н (перс. جنت مكان‎) — небольшой город на юго-западе Ирана, в остане Хузестан, на правом берегу реки Карун. Входит в состав шахрестана Гетвенд.
На 2006 год население составляло 5 893 человека.
Альтернативные названия: Джалакан (Jalakan), Джаллекан (Jallekān).

## География
Город находится на севере Хузестана, в северной части Хузестанской равнины, на высоте 49 метров над уровнем моря.
Дженнет-Мекан расположен на расстоянии приблизительно 90 километров к северу от Ахваза, административного центра остана и на расстоянии 450 километров к юго-западу от Тегерана, столицы страны.